# Lili Reinhart
Lili Reinhart   (Cleveland, 13 de setembre de 1996) és una actriu nord-americana coneguda per interpretar a Betty Cooper en la sèrie Riverdale.
El seu primer paper cinematogràfic va ser en el curtmetratge For Today (2010), on va interpretar a Rachel. A partir de 2011 Reinhart va participar en nombroses pel·lícules com Lilith (2011), Not Waving But Drowning (2012), The Kings of Summer (2013), Gibsonburg (2013), Forever's End (2013), i Hustlers (2019). El 2014 va tenir un paper recurrent en la sèrie de televisió Surviving Jack, on va interpretar a Heather.

## Filmografia

### Pel·lícules
| Any  | Títol                    | Paper         | Notes                         | Ref.                 |
| ---- | ------------------------ | ------------- | ----------------------------- | -------------------- |
| 2011 | Lilith                   | Lilith Wilson |                               | [ 1 ]                |
| 2012 | Not Waving But Drowning  | Amy           |                               | [ 2 ]                |
| 2013 | The Kings of Summer      | Vicki         |                               | [ 2 ]                |
| 2013 | Gibsonburg               | Kathy Colaner |                               | [ 3 ] [ 4 ]          |
| 2013 | Forever's End            | Lily White    |                               | [ 2 ] [ 5 ]          |
| 2016 | Miss Stevens             | Margot Jensen |                               | [ 2 ] [ 6 ]          |
| 2016 | The Good Neighbor        | Ashley        |                               | [ 2 ] [ 7 ]          |
| 2018 | Galveston                | Tiffany       |                               | [ 2 ] [ 8 ]          |
| 2019 | Hustlers                 | Annabelle     |                               | [ 9 ]                |
| 2019 | Charlie's Angels         | Àngel recluta | Cameo                         | [ 10 ]               |
| 2020 | Chemical Hearts          | Grace Town    | També productora executiva    | [ 11 ] [ 12 ]        |
| 2022 | Jennifer Lopez: Halftime | Ella mateixa  | Documental; clip d'entrevista | [ 13 ] [ 14 ]        |
| 2022 | Look Both Ways           | Natalie       | També productora executiva    | [ 15 ] [ 16 ] [ 17 ] |

### Televisió
| Any          | Títol                             | Paper                      | Notes                                  | Ref.   |
| ------------ | --------------------------------- | -------------------------- | -------------------------------------- | ------ |
| 2010         | Scientastic!                      | Leah                       | Episodi: "Sticks and Stones"           | [ 1 ]  |
| 2011         | Law & Order: Special Victims Unit | Courtney Lane              | Episodi: "Lost Traveller"              | [ 1 ]  |
| 2014         | Surviving Jack                    | Heather Blumeyer           | 6 episodis                             | [ 18 ] |
| 2015         | Cocked                            | Marguerite Paxson          | Telefilm                               | [ 18 ] |
| 2017–present | Riverdale                         | Elizabeth "Betty" Cooper   | Paper principal                        |        |
| 2020         | One World: Together at Home       | Ella mateixa               | Especial de televisió                  | [ 19 ] |
| 2020         | Els Simpsons                      | Bella-Ella (veu en anglès) | Episodi: "The Hateful Eight-Year-Olds" | [ 20 ] |